# Andriivka (Rudivka), Svatove
Andriivka (în ucraineană Андріївка) este un sat în comuna Rudivka din raionul Svatove, regiunea Luhansk, Ucraina.

## Demografie
Componența lingvistică a localității Andriivka
     Ucraineană (80,46%)
     Rusă (19,54%)
Conform recensământului din 2001, majoritatea populației localității Andriivka era vorbitoare de ucraineană (80,46%), existând în minoritate și vorbitori de rusă (19,54%).